# اللجنة الأولمبية النيوزيلندية
اللجنة الأولمبية النيوزيلندية (قبل 1994، رابطة الألعاب الأولمبية النيوزيلندية ورابطة ألعاب الكومنولث) هي رابطة ألعاب الكومنولث في نيوزيلندا المسؤولة عن اختيار الرياضيين لتمثيل نيوزيلندا في الألعاب الأولمبية الصيفية والشتوية وألعاب الكومنولث.
بينما كانت نيوزيلندا عضوًا مؤسسًا في اللجنة الأولمبية الدولية، لم ترسل نيوزيلندا فريقها الخاص للمنافسة حتى دورة الألعاب الأولمبية السادسة (أنتويرب 1920)، على الرغم من تنافس نيوزيلندا وأستراليا في الألعاب الأولمبية الصيفية 1908 و1912 باسم «أسترالاسيا». أرسلت نيوزيلندا فريقًا إلى كل دورة ألعاب أولمبية صيفية منذ عام 1920، وعلى الرغم من أن فريقًا رمزيًا من أربعة فقط ذهب إلى دورة الألعاب الأولمبية الصيفية لعام 1980 في موسكو بسبب المقاطعة. شاركت نيوزيلندا لأول مرة في دورة الألعاب الأولمبية الشتوية عام 1952، لكنها لم تشارك في دورة الألعاب الأولمبية الشتوية لعام 1956 أو 1964.
أرسلت نيوزيلندا فريقًا إلى كل دورة ألعاب الكومنولث منذ أول دورة عام 1930، والتي أقيمت في كندا ثم سميت بألعاب الإمبراطورية البريطانية. تقام كل أربع سنوات بين الألعاب الأولمبية.

## العضوية
اللجنة الأولمبية النيوزيلندية هي عضو في اللجنة الأولمبية الدولية واتحاد ألعاب الكومنولث.

## الشعار
تم إنشاء شعار اللجنة الأولمبية النيوزيلندية الذي يتكون من رسم لسرخس فضي (شعار رياضي لنيوزيلندا) متراكبًا على الحلقات الأولمبية كرمز تسويقي في عام 1979 (والذي كان في البداية باللون الأبيض بالكامل على خلفية سوداء). استُخْدِم أول مرة علنًا في الألعاب الأولمبية في الألعاب الأولمبية الثانية والعشرين (موسكو 1980، حيث اعتقد المراقبون أن السرخس كان غصن زيتون للسلام) تنافست نيوزيلندا تحت هذا العلم للاحتجاج على الغزو السوفيتي لأفغانستان. ثم صار إلى نسخته الملونة الحالية في عام 1994.

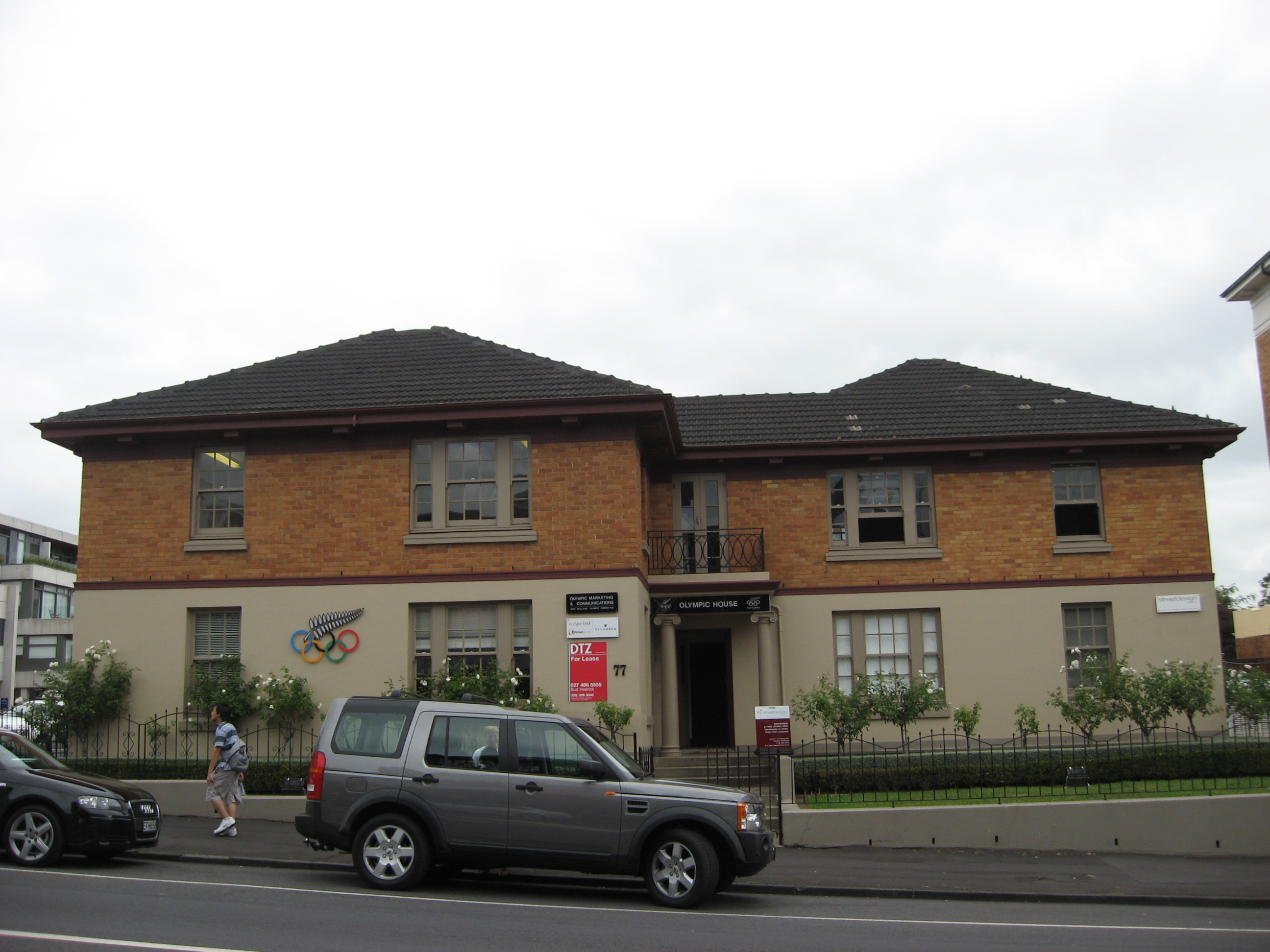
مقر اللجنة الأولمبية النيوزيلندية في بارنيل، أوكلاند.

## اللجنة الأولمبية الدولية
اللجنة الأولمبية النيوزيلندية هي اللجنة الأولمبية الوطنية لنيوزيلندا. تأسست في عام 1911 واعترفت بها اللجنة الأولمبية الدولية في عام 1919. الأعضاء النيوزيلنديون السابقون في اللجنة الأولمبية الدولية هم:
- ليونارد كوف (1894–1905)، الأول، أحد الأعضاء المؤسسين (أستراليا أيضًا)
- ريتشارد كومبس الثاني (1912-1919) (أستراليا أيضًا)
- آرثر أ.مارريات الثالث (1919-1923)
- جوزيف فيرث الرابع (1923-1927)
- اللفتنانت كولونيل برنارد فرايبرغ الخامس (1928-1930)
- سيسيل ج. وراي السادس (1931-1934)
- السير آرثر بوريت السابع (1934-1967)
- السير لانس كروس الثامن (1969-1987)
- السير تاي ويلسون التاسع (1988-2006)
- باربرا كيندال العاشر (ممثلة الرياضيين في أوقيانوسيا من 2005 إلى 2008)

أعضاء اللجنة الأولمبية الدولية الحاليون هم:
- باري مايستر أونزم (2010 إلى الوقت الحاضر)
- باربرا كيندال إم بي إي (2011 إلى الوقت الحاضر)

## الحكم
يحكم اللجنة الأولمبية النيوزيلندية مجلس يرأسه رئيس. يتم انتخاب خمسة من أعضاء مجلس الإدارة من قبل الجمعية العمومية. يكمل عضوا اللجنة الأولمبية الدولية بالإضافة إلى ممثل الرياضيين المجلس. منذ عام 2009، كان الرئيس مايك ستانلي.
الرؤساء
- مايك ستانلي (2009 إلى الوقت الحاضر)[4]
- السير إيون إدغار كنزم (بالنيابة 2001-2003؛ انتخب 2003-2009)[5]
- جون ديفيز إم بي إي (نشط في الفترة 2000-2001؛ رسمي لكن لا يعمل في الفترة 2001-2003)[6][7]
- السير ديفيد بيتي GCMG GCVO KBE QSO QC (1989-2000)[8]

## روابط خارجية
- الموقع الرسمي